# Froschkraut
Das Froschkraut (Luronium natans), auch Schwimmendes Froschkraut genannt, ist die einzige Art der monotypischen Pflanzengattung Luronium innerhalb der Familie der Froschlöffelgewächse (Alismataceae). In Mitteleuropa ist das Froschkraut selten geworden und steht unter strengem Schutz. Das Artepitheton natans (lat.: schwimmend) rührt von den bevorzugten Wuchsorten an Uferzonen von Gewässern her – in Lebensräumen von Fröschen.

## Beschreibung

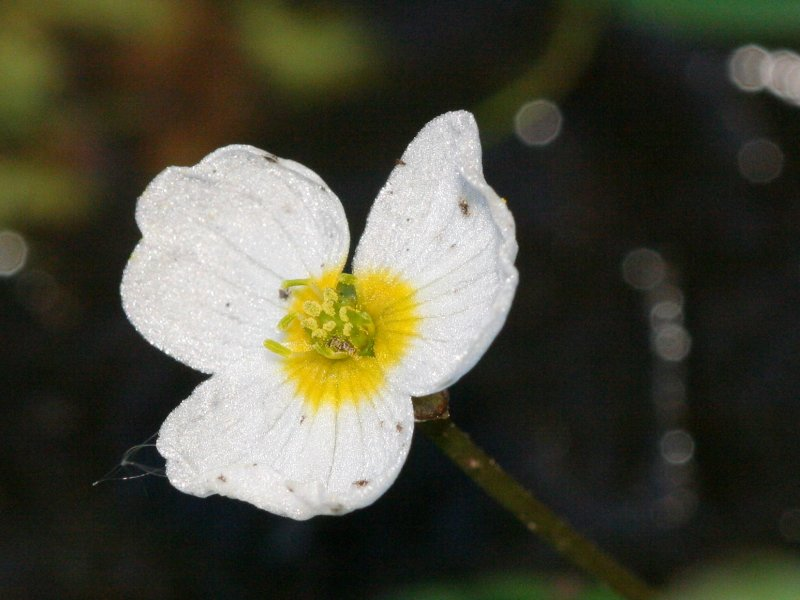
Detailaufnahme der Blüte

### Vegetative Merkmale
Das Froschkraut wächst als ausdauernde krautige Pflanze. Die beblätterten Stängel werden 10 bis etwa 40 Zentimeter lang. Diese Wasserpflanze wächst entweder flutend unter Wasser oder – bei zeitweiliger Austrocknung bzw. Wasserstandsschwankung des Gewässers – auch kriechend am Boden. An den Knoten werden Wurzeln gebildet. Die Laubblätter sind unter Wasser linealisch gestreckt, während an der Wasseroberfläche ovale, 3 bis 6 Zentimeter lange, gestielte Schwimmblätter ausgebildet werden. 

### Generative Merkmale
Die blattachselständigen Blüten, die sich zwischen Mai und August über die Wasseroberfläche erheben, weisen die für Froschlöffelgewächse typischen drei weißen, rundlichen Kronblätter auf (vergleiche: Gewöhnlicher Froschlöffel, Gewöhnliches Pfeilkraut, aber auch Froschbissgewächse wie Froschbiss und Krebsschere), die einen bis anderthalb Zentimeter Durchmesser erreichen. Der Blütengrund ist gelb gefärbt und mit sechs Staubblättern und sechs bis neun (selten: zwölf) Fruchtblättern bestückt. Die Fruchtblätter sind 12- bis 15-rippig und auch am Griffel zugespitzt. Die grünen Kelchblätter sind nur ein Drittel so lang wie die Kronblätter.
Die Chromosomenzahl der Art ist 2n = 42.

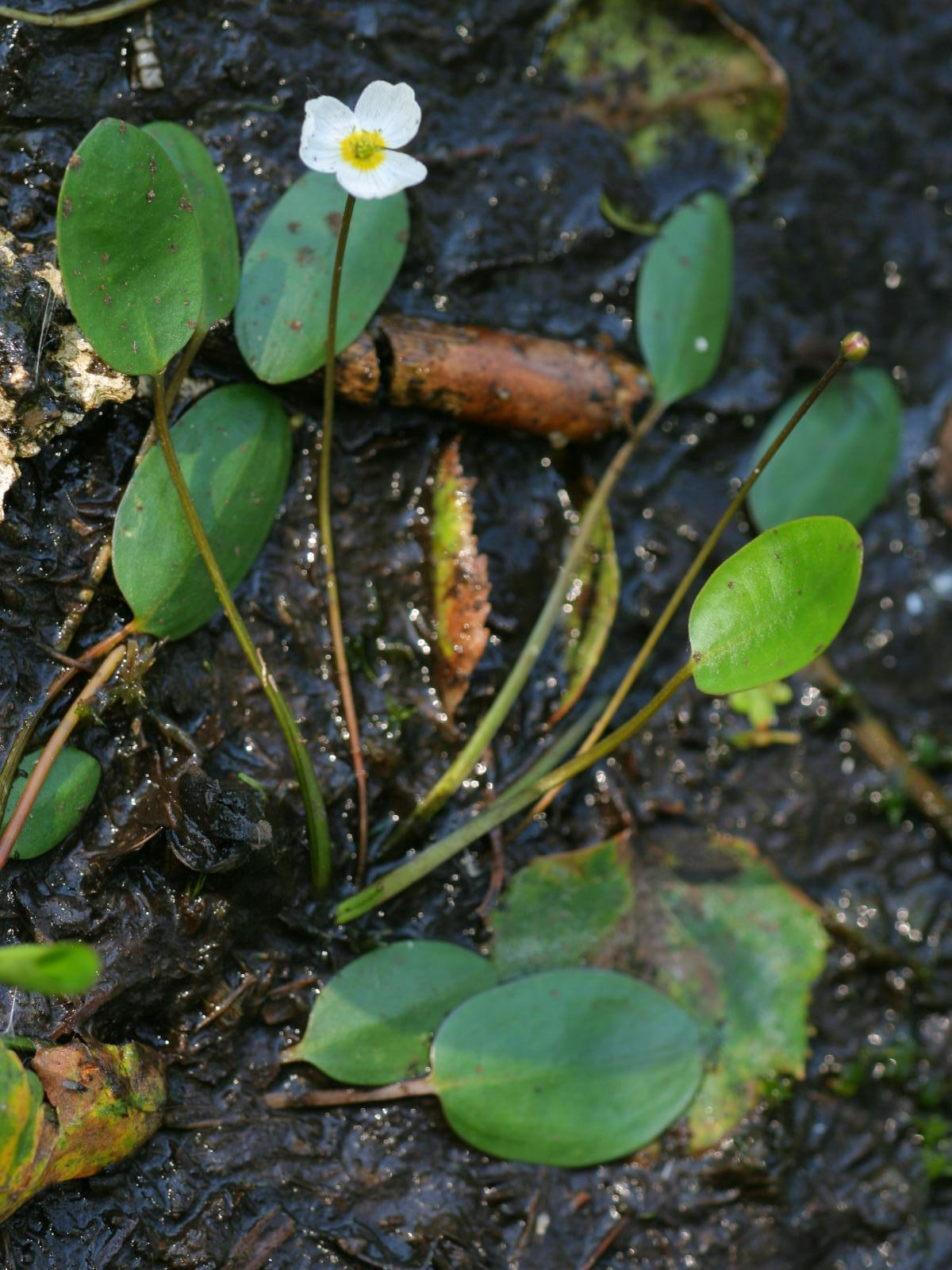
Trockengefallene Pflanze

## Ökologie
Die vegetative Vermehrung bzw. die Ausbreitung erfolgt über Ausläufer, Winterknospen und Samen. Letztere können lange im Diasporenreservoir des Bodens überdauern, so dass die Pflanze nach Jahren der Abwesenheit plötzlich wieder erscheinen kann, wenn sich etwa durch Pflegemaßnahmen in einem Biotop geeignete Standortbedingungen einstellen (vergleiche beispielsweise: Schwarzes Wasser).

## Vorkommen
Froschkraut ist eine atlantisch bis subatlantisch ausschließlich in Europa verbreitete Pflanzenart. Das Verbreitungsgebiet reicht von Westeuropa bis Moldawien. Im Einzelnen werden unter anderem Frankreich, Großbritannien, die Niederlande, Deutschland, Süd-Schweden und Teile Polens besiedelt. In Deutschland liegt der Verbreitungsschwerpunkt im nordwestlichen Tiefland und hier insbesondere in West-Niedersachsen – namentlich im Emsland und in Ostfriesland. In der Südheide, im Münsterland, am Niederrhein sowie im südlichen Holstein und in einem klimatisch ansatzweise „atlantisch gefärbten“ Teilareal Süd-Brandenburgs und Nordost-Sachsens gibt es punktuelle Nachweise. In Mitteldeutschland, in Österreich und der Schweiz tritt die Art dagegen nicht auf.
Es handelt sich pflanzensoziologisch um eine Charakterart der Klasse Littorelletea (Strandlingsfluren), die auch in der Ordnung Potamogetonion (Laichkrautgesellschaften) vorkommt. Froschkraut bevorzugt dabei lückige Pionierbestände flach überschwemmter, wechselnasser Ufersäume höchstens mäßig nährstoffreicher (mesotropher), basen-/kalkarmer Stillgewässer, die schwach bis mäßig sauer sind und einen humosen, sandigen Schlammboden aufweisen (vergleiche auch: Heideweiher).

## Gefährdung, Schutz
Froschkraut ist eine stark im Rückgang befindliche, konkurrenzschwache Art, die von der allgemeinen Eutrophierung der Landschaft und vieler Gewässer durch Landwirtschaft sowie intensive Fischteichbewirtschaftung betroffen ist. Durch die unnatürlichen Nährstoffeinträge werden stärkerwüchsige Wasser- und Sumpfpflanzen gefördert, die das Froschkraut verdrängen.
Auf der Roten Liste bedrohter Pflanzenarten Deutschlands wird Froschkraut als „stark gefährdet“ eingestuft, ebenso auf der entsprechenden Roten Liste Niedersachsens. In Nordrhein-Westfalen, wo die Art nur in den nordwestlichen Sandgebieten auftritt, gilt sie als „vom Aussterben bedroht“, gleiches trifft für Sachsen zu.
In der Fauna-Flora-Habitat-Richtlinie der Europäischen Union wird die Pflanze unter anderem im Anhang II geführt, was bedeutet, dass für vorhandene Vorkommen eigens Schutzgebiete eingerichtet werden müssen. Nach dem Bundesnaturschutzgesetz ist sie „streng geschützt“.

## Taxonomie
Ein Synonym für Luronium natans (L.) Raf. ist Elisma natans (L.) Buchenau.